# Remo (Musiker)
REMO, eigentlich Raymund Philipp Hopf (* 15. Juli 1960 in Berlin), ist ein deutscher Musiker.

## Leben
Im Alter von sechs Jahren zog REMO mit seiner Mutter nach Braunschweig. Mit 15 Jahren startete er erste Bandversuche und zog 1984 zurück nach Berlin.
Während einer längeren musikalischen Pause studierte er Betriebswirtschaftslehre und Wirtschaftsrecht. REMO ist verheiratet und Vater einer leiblichen Tochter sowie einer Stieftochter und eines Stiefsohnes.

## Musikalischer Erfolg
Die ersten musikalischen Spuren hinterließ REMO im Jahre 1983 mit seiner Single Wir sind jung, veröffentlicht bei Teldec und produziert von Hanno Bruhn. Zurück in Berlin lernte er seinen späteren Weggefährten Norbert Endlich (Duo H+N) kennen, mit dem er das Album Verknallt für Polydor produzierte. Zur ersten Singleauskoppelung Verknallt in dich wurde in München sein erstes Musikvideo gedreht. Regie führte Regisseur Marcus O. Rosenmüller. Weitere Singleauskopplungen waren Café (1989) und Irgendwann (1990).
1990 zog sich REMO aus dem Musikgeschäft zurück, produzierte ab 2010 dann wieder die ersten Songs für sein 2012 erschienenes Album Einfach so. Zu dieser Zeit lernte er auch Jörg Weisselberg kennen, der seitdem fester Bestandteil der Band um REMO ist. Produziert wurde das Album von Frank Kretschmer und Tommy Remm in den Valicon 3 Studios in Berlin, gemixt und gemastert von Vincent Sorg (u. a. Produzent der Toten Hosen) in den Prinzipal Studios in Senden. US-Musiker James Dooley, der in Santa Monica als Filmmusik-Komponist arbeitet, setzte die Streicherarrangements zu So stark kann Liebe sein, Alles was du willst und Mein Kind. Singleauskopplungen aus diesem Album waren Nie mehr lieben, Einfach so und Alles was du willst.
Nach dem Charterfolg des Albums Einfach so folgte zwei Jahre später das Album Himmel im Kopf, das ebenfalls sofort in die deutschen Albumcharts einstieg. Aufgenommen, produziert und gemixt wurde es erneut von Frank Kretschmer und Tommy Remm, in Zusammenarbeit mit René Schostak in den Valicon 3 Studios, gemastert von Andreas Balaskas in den Masterlab Masteringstudios in Berlin. Die Vorab-Single Mein Herz wurde im April 2014 veröffentlicht. Ebenfalls wurde mit dem Album im Juli 2014 das Titellied Himmel im Kopf veröffentlicht.
Weiterhin spielte REMO unter anderem als Support-Act der Weltstars Mike & the Mechanics in der Berliner Columbiahalle, in der großen ZDF Silvester Show 2014 und zur Fanmeile am Brandenburger Tor und begleitete 2019 Bonnie Tyler als Support. 
2023 wechselte REMO nach über einem Jahrzehnt mehrfach sein komplettes Produzenten- und Musiker-Team. Nachdem das 2023 erschienene Album Unsichtbar stark von Bernd Wendland produziert wurde, zeichnete der Multi-Platinum Produzent Ingo Politz verantwortlich für das 2025 veröffentlichte Album Kein Ende in Sicht.

## REMOs Band
Die Band um REMO bestand zu Beginn aus den Gitarristen Jörg Weisselberg und Denis Wenzel, dem Schlagzeuger Carsten Klick, Steffen Langenfeld an den Keyboards, dem Bassisten Tommy Remm und der Backgroundsängerin Elena Boyadjyeva. Aktuell zählt REMO den Gitarristen Vincent Laboor und den Bassisten Daniel von Rueden zu seinem festen Musiker-Team.

## Sonstiges
REMO und seine Familie sind in der VOX-Sendung Hot oder Schrott – Die Allestester und in 3 Staffeln von Yes We Camp zu sehen. Weitere Fernsehauftritte folgten bei Zwei Familien, zwei Welten auf RTL Zwei, Doppelt kocht besser (Sat.1), Prominent! und Alt und abgefahren auf RTL Television. Schwiegermutter Uschi Hopf war älteste Teilnehmerin der Sendung Kampf der Realitystars – Schiffbruch am Traumstrand auf RTL2.

## Diskografie

### Studioalben
| Jahr | Titel                | Höchstplatzierung, Gesamtwochen, AuszeichnungChartsChartplatzierungen (Jahr, Titel, Platzierungen, Wochen, Auszeichnungen, Anmerkungen) | Anmerkungen                             |
| Jahr | Titel                | DE | Anmerkungen                             |
| ---- | -------------------- | --- | --------------------------------------- |
| 1989 | Verknallt            | — |                                         |
| 2012 | Einfach so           | DE52 (4 Wo.)DE | Erstveröffentlichung: 13. Juli 2012     |
| 2014 | Himmel im Kopf       | DE35 (3 Wo.)DE | Erstveröffentlichung: 4. Juli 2014      |
| 2019 | Das bleibt für immer | — | Erstveröffentlichung: 1. Februar 2019   |
| 2023 | Unsichtbar stark     | DE46 (2 Wo.)DE | Erstveröffentlichung: 1. September 2023 |
| 2025 | Kein Ende in Sicht   | — | Erstveröffentlichung: 27. Juni 2025     |

## Filme
Zusätzlich zum Album Himmel im Kopf produzierte REMO in Zusammenarbeit mit Musikvideoregisseur Dominik Balkow den 90-minütigen Spielfilm "Himmel im Kopf; REMO - Der Film" rund um alle 14 Titel des Albums. Es wurden 14 eigenständige Musikvideos gedreht, die in eine romantische Rahmenhandlung gebettet wurden. In den Hauptrollen agieren neben REMO selbst u. a. die Schauspieler Anne Lohs und Paul Schlase sowie Tänzerin Olivia Rehmer. 2019 wurde das ebenfalls selbst produzierte moderne Rockmärchen "Das geheimnisvolle Album" mit bekannten deutschen Schauspielern, u. a. Sven Martinek, Jeanette Biedermann und Ercan Durmaz auf DVD und dem online Streamingdienst Amazon Video veröffentlicht. 

## Auszeichnungen
- smago! Award 2014: in der Kategorie Das Chart-Phänomen[11]